# Henri Coppens
Henri "Rik" François Coppens (ur. 29 kwietnia 1930 w Antwerpii, zm. 5 lutego 2015) – belgijski piłkarz grający na pozycji napastnika. W swojej karierze rozegrał 47 meczów w reprezentacji Belgii, w których zdobył 21 bramek.

## Kariera klubowa
Swoją karierę piłkarską Coppens rozpoczął w klubie Beerschot Antwerpia. W jego barwach zadebiutował w sezonie 1946/1947 w rozgrywkach pierwszej ligi belgijskiej. W sezonach 1952/1953 oraz 1954/1955 wywalczył tytuł króla strzelców belgijskiej ligi, zdobywając odpowiednio 33 i 36 goli. W 1954 roku otrzymał Złotego Buta dla najlepszego piłkarza belgijskej ligi. W Beerschocie występował do końca sezonu 1960/1961. Rozegrał w tym klubie 362 mecze i strzelił 258 bramek.
Latem 1961 Coppens przeszedł do ROC Charleroi-Marchienne. Rok później ponownie zmienił klub i został zawodnikiem Crossingu Molenbeek. Grał w nim do 1967 roku. W latach 1967–1969 występował w Berchem Sport. W 1970 roku zakończył karierę jako piłkarz klubu Tubantia Borgerhout.
| Sezon   | Klub                     | Kraj   | Rozgrywki     | Mecze | Bramki |
| ------- | ------------------------ | ------ | ------------- | ----- | ------ |
| 1946/47 | Beerschot Antwerpia      | Belgia | Eerste klasse | 15    | 10     |
| 1947/48 | Beerschot Antwerpia      | Belgia | Eerste klasse | 24    | 14     |
| 1948/49 | Beerschot Antwerpia      | Belgia | Eerste klasse | 26    | 14     |
| 1949/50 | Beerschot Antwerpia      | Belgia | Eerste klasse | 23    | 9      |
| 1950/51 | Beerschot Antwerpia      | Belgia | Eerste klasse | 27    | 24     |
| 1951/52 | Beerschot Antwerpia      | Belgia | Eerste klasse | 26    | 22     |
| 1952/53 | Beerschot Antwerpia      | Belgia | Eerste klasse | 29    | 33     |
| 1953/54 | Beerschot Antwerpia      | Belgia | Eerste klasse | 30    | 20     |
| 1954/55 | Beerschot Antwerpia      | Belgia | Eerste klasse | 30    | 36     |
| 1955/56 | Beerschot Antwerpia      | Belgia | Eerste klasse | 13    | 10     |
| 1956/57 | Beerschot Antwerpia      | Belgia | Eerste klasse | 18    | 17     |
| 1957/58 | Beerschot Antwerpia      | Belgia | Eerste klasse | 29    | 17     |
| 1958/59 | Beerschot Antwerpia      | Belgia | Eerste klasse | 27    | 11     |
| 1959/60 | Beerschot Antwerpia      | Belgia | Eerste klasse | 23    | 16     |
| 1960/61 | Beerschot Antwerpia      | Belgia | Eerste klasse | 22    | 5      |
| 1961/62 | ROC Charleroi-Marchienne | Belgia | Eerste klasse | 27    | 3      |
| 1962/63 | Crossing Molenbeek       | Belgia | Tweede klasse | 27    | 7      |
| 1963/64 | Crossing Molenbeek       | Belgia | Tweede klasse | 21    | 6      |
| 1964/65 | Crossing Molenbeek       | Belgia | Tweede klasse | 28    | 7      |
| 1965/66 | Crossing Molenbeek       | Belgia | Tweede klasse | 21    | 7      |
| 1966/67 | Crossing Molenbeek       | Belgia | Tweede klasse | 24    | 5      |
| 1967/68 | Berchem Sport            | Belgia | Tweede klasse | 28    | 8      |
| 1968/69 | Berchem Sport            | Belgia | Tweede klasse | 17    | 0      |
| 1969/70 | Tubantia Borgerhout      | Belgia | Derde klasse  | ?     | ?      |

## Kariera reprezentacyjna
W reprezentacji Belgii Coppens zadebiutował 13 marca 1949 roku w zremisowanym 3:3 towarzyskim meczu z Holandią, rozegranym w Amsterdamie. W 1954 roku został powołany do kadry na mistrzostwa świata w Szwajcarii. Na tym turnieju rozegrał dwa spotkania: z Anglią (4:4), w którym strzelił gola oraz z Włochami (1:4). Od 1949 do 1959 roku rozegrał w kadrze narodowej 47 meczów i strzelił 21 goli.

## Kariera trenerska
Po zakończeniu kariery piłkarskiej Coppens został trenerem. Prowadził takie zespoły jak: Berchem Sport, Beerschot Antwerpia i Club Brugge. Z Berchem Sport wywalczył w sezonie 1971/1972 awans z drugiej do pierwszej ligi.